# Hakea fraseri
Hakea fraseri är en tvåhjärtbladig växtart som beskrevs av Robert Brown. Hakea fraseri ingår i släktet Hakea och familjen Proteaceae. Inga underarter finns listade i Catalogue of Life.